# كندا في الحرب الكورية
شاركت القوات المسلحة الكندية في الحرب الكورية 1950-1953 وما تلاها. شارك 26 ألف كندي في صف الأمم المتحدة، وأرسلت كندا ثماني مدمرات. وفرت الطائرات الكندية النقل والإمداد والخدمات اللوجستية. تُوفي 516 كنديًا، 312 منهم نتيجة للقتال. بقيت القوات الكندية، بعد الحرب، لمدة ثلاث سنوات كمراقبين عسكريين.

## خلفية
أنهت هزيمة اليابان في الحرب العالمية الثانية 35 عامًا من الحكم الاستعماري الياباني لشبه الجزيرة الكورية. أدى استسلام اليابان لقوات الحلفاء في 2 سبتمبر 1945 إلى تقسيم شبه الجزيرة الكورية إلى كوريتين شمالية وجنوبية، مع احتلال الشمال بقوات من الاتحاد السوفيتي، واحتلال الجنوب، تحت خط عرض 38، بقوات من الولايات المتحدة.
دخلت القوات السوفيتية شبه الجزيرة الكورية في 10 أغسطس 1945، وتبعتها بعد بضعة أسابيع القوات الأمريكية التي دخلت عبر إنتشون. وافق جون آر. هودج، لفتنانت جنرال في الجيش الأمريكي، رسميًا على استسلام القوات اليابانية، جنوب خط العرض 38، في 9 سبتمبر 1945، بمقر الحكومة في سول.
رغم محاولة كلا الفصيلين المتنافسين إعادة توحيد الدولة المنقسمة في البداية عبر الطرق الدبلوماسية، إلا أن الشمال حاول فعل ذلك بالقوة العسكرية في نهاية المطاف. كان الشمال يأمل في التمكن من توحيد شبه الجزيرة عبر التمرد، ولكن نجاح كوريا الجنوبية (جمهورية كوريا) في قمع التمرد أدى إلى إدراك الشمال أنهم بحاجة إلى قوة عسكرية. زادت كوريا الشمالية (جمهورية كوريا الشعبية الديمقراطية) من جيشها، ومنح المتطوعون الكوريون، الذين قاتلوا في منشوريا في الحرب الأهلية الصينية، قواتهم خبرة قتالية. كان من المتوقع أن يفوز الشمال بالحرب في غضون أيام. عبرت قوات من الجيش الشعبي الكوري الشمالي خط العرض 38 في 25 يونيو 1950، لتبدأ بذلك حربًا أهلية.
كان غزو كوريا الجنوبية مفاجأة للأمم المتحدة. صاغت الأمم المتحدة على الفور، في اليوم الذي بدأت فيه الحرب، قرار مجلس الأمن التابع للأمم المتحدة رقم 82، والذي دعا إلى:
1. إنهاء جميع الأعمال العدائية وانسحاب كوريا الشمالية إلى خط عرض 38.
2. تشكيل لجنة تابعة للأمم المتحدة معنية بكوريا لمتابعة الوضع وتقديم تقرير إلى مجلس الأمن.
3. دعم جميع الأعضاء الأمم المتحدة في تحقيق ذلك، والامتناع عن تقديم المساعدة إلى سلطات كوريا الشمالية.

تقدم الجيش الشعبي الكوري إلى العاصمة سول، التي سقطت في أقل من أسبوع، بعد دخوله كوريا الجنوبية في 25 يونيو 1950.
واصلت قوات كوريا الشمالية نحو ميناء بوسان، وهو هدف استراتيجي ومقر حكومة جمهورية كوريا. غزا الجيش الشعبي الكوري كامل كوريا باستثناء منطقة صغيرة معزولة في نهاية شبه الجزيرة. كادت جمهورية كوريا الشعبية الديمقراطية أن تنتصر في الحرب. عرضت الولايات المتحدة، في غضون يومين، تقديم المساعدة، وطلب مجلس الأمن التابع للأمم المتحدة من أعضائه المساعدة في صد الهجوم الكوري الشمالي. أرسلت كندا والولايات المتحدة وأستراليا والمملكة المتحدة ونيوزيلندا وجنوب أفريقيا والهند والفلبين وإثيوبيا وفرنسا ودول أخرى قوات إلى كوريا بموجب قرار مجلس الأمن التابع للأمم المتحدة.

## اشتراك الجيش الكندي

### القوات الخاصة
أيد الفريق تشارلز فولكس، رئيس الأركان العامة آنذاك، تزويد كندا لكتيبة مشاة لفرقة الكومنولث الأولى. أوصى فولكس بتجنيد قوة خاصة مستقلة للحرب الكورية، لتفضيله الحفاظ على قوة الهجوم المتنقلة التابعة للجيش الكندي من أجل الدفاع عن أمريكا الشمالية.
جُند المجندون في القوة الخاصة لمدة ثمانية عشر شهرًا مع المجندين القادمين من القوة النشطة، وقدامى المحاربين في الحرب العالمية الثانية، والشبان المغامرين. انخفضت معايير التجنيد المعتادة «لعدم رغبة الجيش في الاحتفاظ بجنود مرتزقة لمدة طويلة». ستصبح وحدات القوة الخاصة لاحقًا كتائب أخرى غير الكتائب الدائمة الثلاثة المتواجدة.
أُنشئت الكتيبة الثانية، في 15 أغسطس 1950، ضمن كتيبة المشاة الكندية للأميرة باتريشيا، كجزء من القوات الخاصة للجيش الكندي، لمواجهة الغزو الكوري الشمالي لكوريا الجنوبية. تدربت الكتيبة الجديدة في كالجاري وفي سي إف بي وينرايت، قبل أن تستقل حاملة الطائرات يو إس إس برايفت جو بي مارتينيز، في 25 نوفمبر 1950، إلى بوسان في كوريا الجنوبية. هبطت الكتيبة في كوريا في ديسمبر، وتدربت في الجبال لمدة ثمانية أسابيع، قبل أن تشارك أخيرًا في الحرب في 6 فبراير، لتصبح جزءًا من لواء الكومنولث البريطاني السابع والعشرين التابع للفيلق التاسع لسلاح الجيش الأمريكي الثامن. كانت الكتيبة الثانية أول وحدة مشاة كندية تشارك في الحرب الكورية.
تشكلت كتائب القوات الخاصة الثانية، التابعة للفرقة الملكية الكندية والفرقة الملكية الثانية والعشرين، وأُرسلوا إلى كوريا في عام 1951.
كان 8500 جندي كندي، بحلول ربيع عام 1951، يدعمون الأمم المتحدة، إلى جانب 12,500 جندي بريطاني، و5000 جندي فلبيني، و5000 جندي تركي.

### منطقة العمليات
تركزت معظم المشاركة الكندية، منذ صيف عام 1951 وحتى نهاية الحرب، على منطقة صغيرة شمال سول «بين خط عرض 38 في الجنوب وبلدة تشوروون في الشمال، ومن نهر سام تشون شرقًا إلى شايل لي». كانت جبهة القتال الكندية بعرض 30 ميلًا تقريبًا، وكانت جزءًا من جبهة الأمم المتحدة التي تحتلها قوات الكومنولث البريطاني. وقعت معظم المهمات القتالية للكنديين في تلك المنطقة. كان الخصمان الرئيسيان للكنديين خلال الحرب هما الجيش الشعبي الكوري وجيش المتطوعين الشعبي الصيني في معركة كابيونغ. كان هدف كندا العسكري هو تقديم الدعم العسكري لحسم الحرب على الجبهة المركزية بكوريا الوسطى.

### وقف الأعمال العدائية
أنجز الرئيس الأمريكي المنتخب، دوايت أيزنهاور، في 29 نوفمبر 1952، وعده الانتخابي بالذهاب إلى كوريا لمعرفة ما يمكن القيام به لإنهاء الصراع. تقرر وقف لإطلاق النار في 27 يوليو 1953، مع قبول الأمم المتحدة لاقتراح الهند للهدنة الكورية، وفي الوقت الذي عاد فيه خط المواجهة حول خط العرض 38، فأُنشئت منطقة منزوعة السلاح حوله، دافعت عنها القوات الكورية الشمالية من جهة والقوات الكورية الجنوبية والأمريكية وقوات الأمم المتحدة من جهة أخرى. تمتد المنطقة منزوعة السلاح شمال خط العرض نحو الشرق، وإلى الجنوب نحو الغرب. كان موقع محادثات السلام، كايسونغ، العاصمة القديمة لكوريا، جزءًا من الجنوب قبل اندلاع الأعمال العدائية ولكنها في الوقت الحالي مدينة تتبع الشمال. وقعت كوريا الشمالية والولايات المتحدة اتفاق الهدنة الذي رفض إي سنغ مان التوقيع عليه.
بقي الكنديون في كوريا، بعد انتهاء الحرب، لمدة ثلاث سنوات كمراقبين عسكريين.
خدم أكثر من 25,000 كندي في كوريا، بين عامي 1950 و1956، مع وفاة 516 جندي كندي. تضم مقبرة الأمم المتحدة التذكارية في بوسان بكوريا الجنوبية رفات 378 كنديًا لقوا حتفهم أثناء الحرب.